# 福泉寺 (横浜市緑区)
福泉寺（ふくせんじ）は、神奈川県横浜市緑区長津田町にある高野山真言宗の寺院。詳名は薬王山医王院福泉寺。関東八十八箇所霊場の第65番霊場。

## 歴史
創建年代は不詳とされるが、寺伝によれば、1492年（明應元年)3月15日に僧・尊祐が開山し、のちに長津田の初代領主である地頭・岡野房恒が村の鎮守として王子権現を勧請、その別当寺として創建した。『新編武蔵風土記稿』によれば、この際の開山は、僧・栄存と伝えられる。岡野房恒は、文禄 - 慶長年間の頃に徳川家康に仕えた千五百石取りの旗本で、福泉寺はその祈願寺として庇護された。江戸時代には田畑山林の寄進を受け、1649年（慶安2年）には3代将軍家光から朱印状を賜り、栄えた。朱印状は将軍が変わる都度、書き換える事とされており、14代将軍家茂の時代まで続いた。これら朱印状は1869年（明治2年）に神奈川県裁判所に接収され、現在は写しのみ残されている。
福泉寺は檀家を持たない祈祷寺であったため、明治維新の後に別当職が失われると衰退した。1887年（明治20年）頃には本堂が売られ、当時の住職も郷里の千葉へ去ってしまう。その後、本尊は小さな堂に安置されていたが、1890年（明治23年）頃に、留守番の失火により全焼し、十数年間、無住の状態となって、境内は畑にされていた。明治30年代に、所属する古義真言宗から派遣された僧・山崎戒心によって本堂と庫裡を兼ねた小さな仮堂が建てられ、再興した。本堂の再建は、住職の死去による兼務住職の時代などもあって遅れた。1955年（昭和30年）頃、寺領の一部が東急電鉄の土地買収の対象となったことから、その代金と信徒の寄付によって1970年（昭和45年）に本堂が再建され、つづいて 庫裡が建造された。
かつて領主の祈願寺であった福泉寺は、不浄を避けるため、墓地は置かれてこなかったが、長津田の発展に伴い墓地を求める人が多くなった時代の流れを受けて、1973年（昭和48年）に区画整備された。
関東八十八カ所霊場の第65番霊場である。武相寅歳二十五薬師札所の第23番札所であり、本尊の薬師如来像は寅年ごとに開帳する。

## 境内
国道246号線「宮の前」交差点南側の丘の上にあり、坂を登ると南向きの本堂がある。

### 本堂
現在の本堂は1970年（昭和45年）の再建。間口10 m、奥行8.2 mの入母屋造で屋根は瓦葺き。本堂には本尊の薬師如来が祀られている。

### 船形地蔵立像
高さ50.5 cm、幅28.0 cmの庚申塔。基壇部に「奉納庚申共養為二世安楽」との刻銘あり。1731年（享保16年）造立。

### 地蔵像
高さ58 cm。武州長津田村の女講中にて造立。

## 参考画像

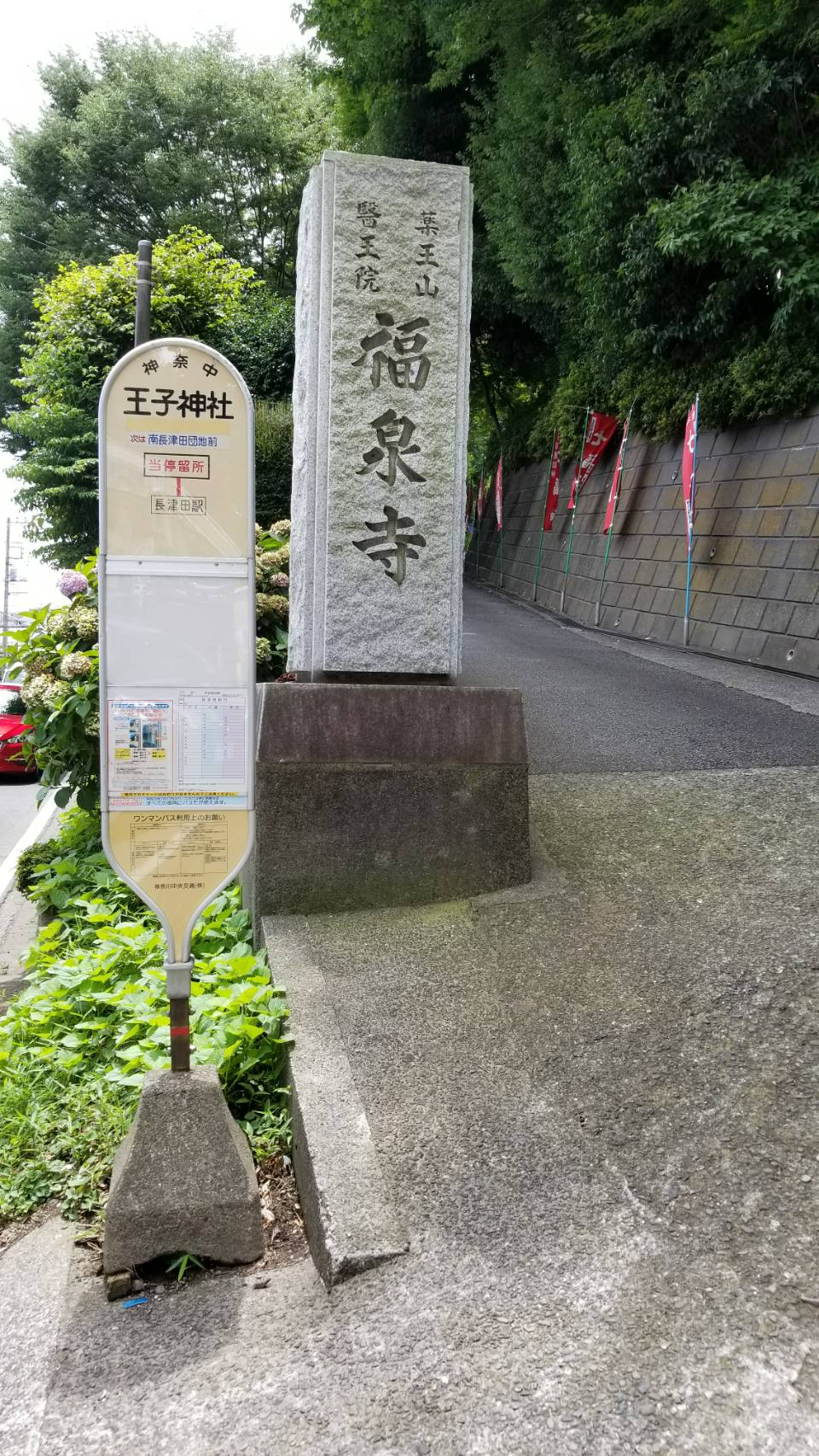
寺入口の石柱
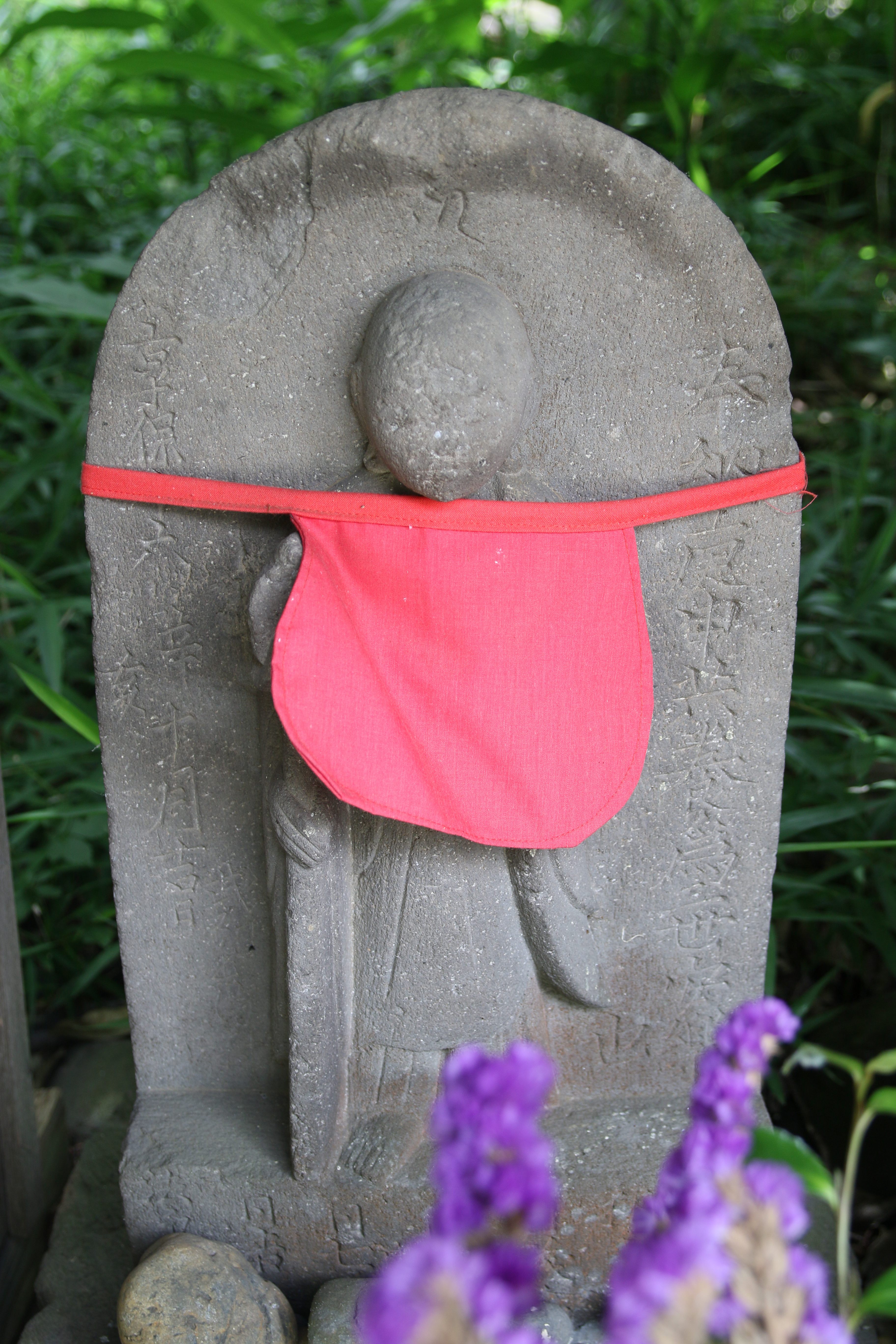
船形地蔵立像（庚申塔）
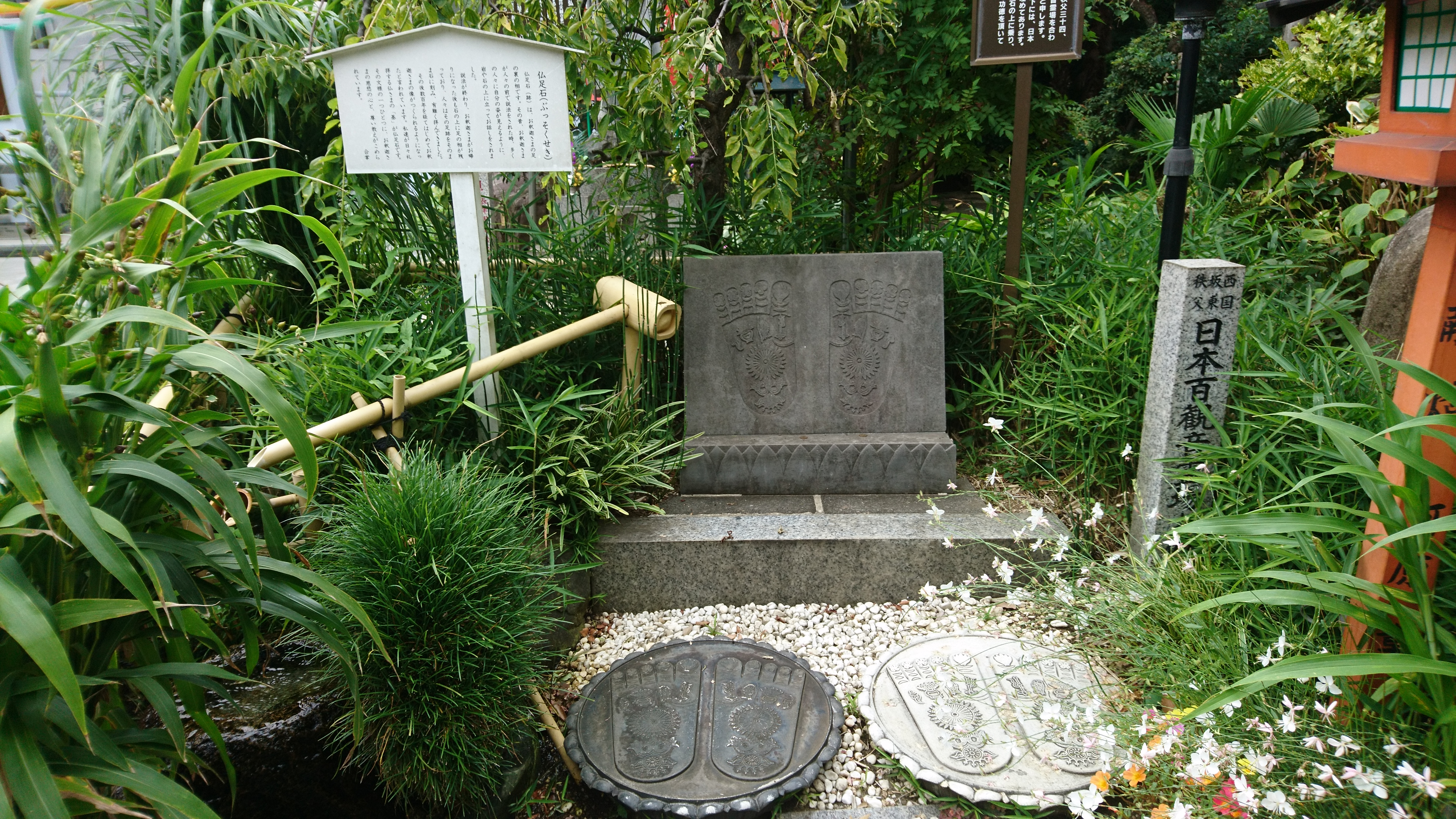
仏足石（跡）
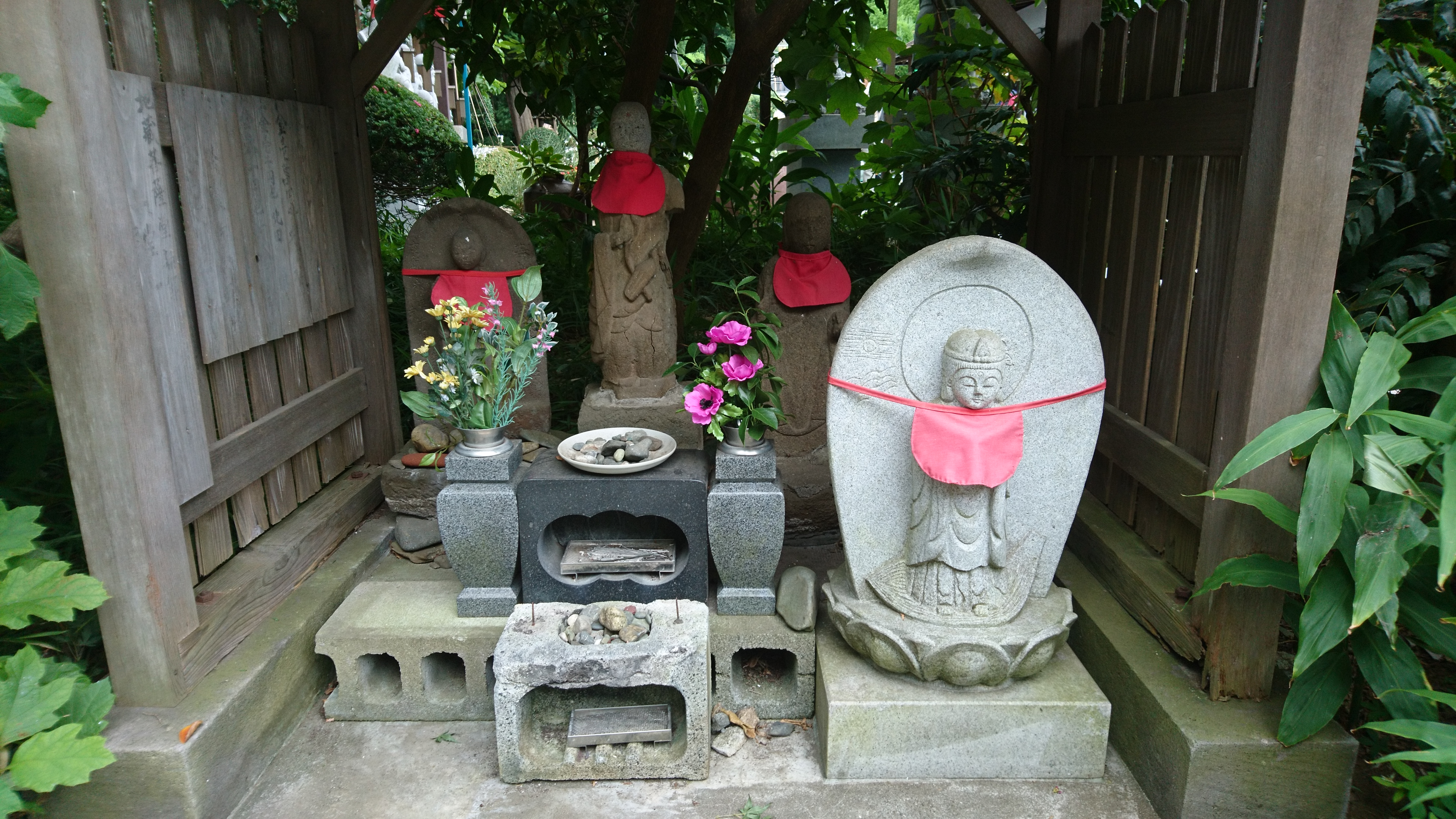
イボ取りのお地蔵さま
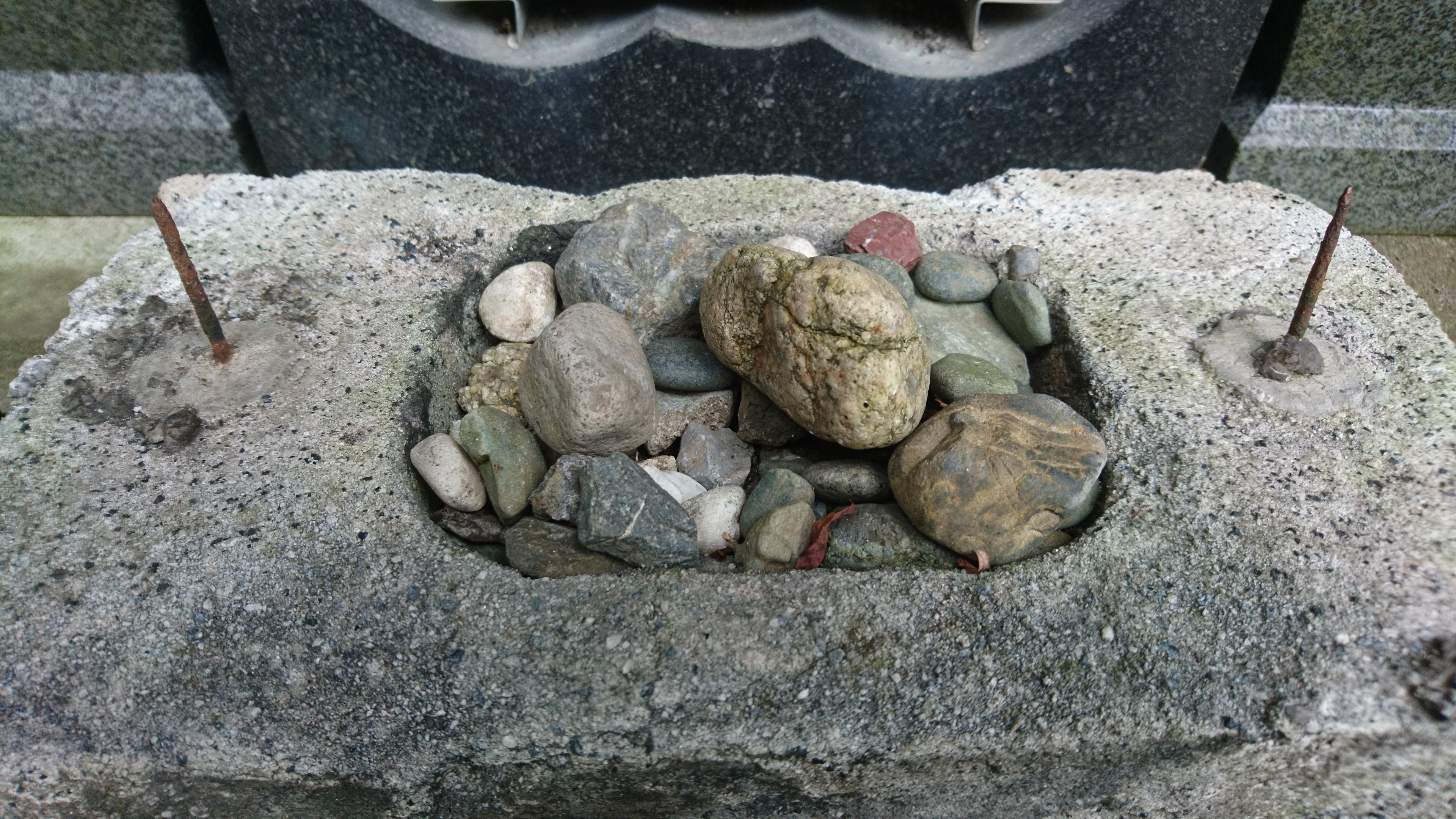
イボ取りのお地蔵さまに供えられた石
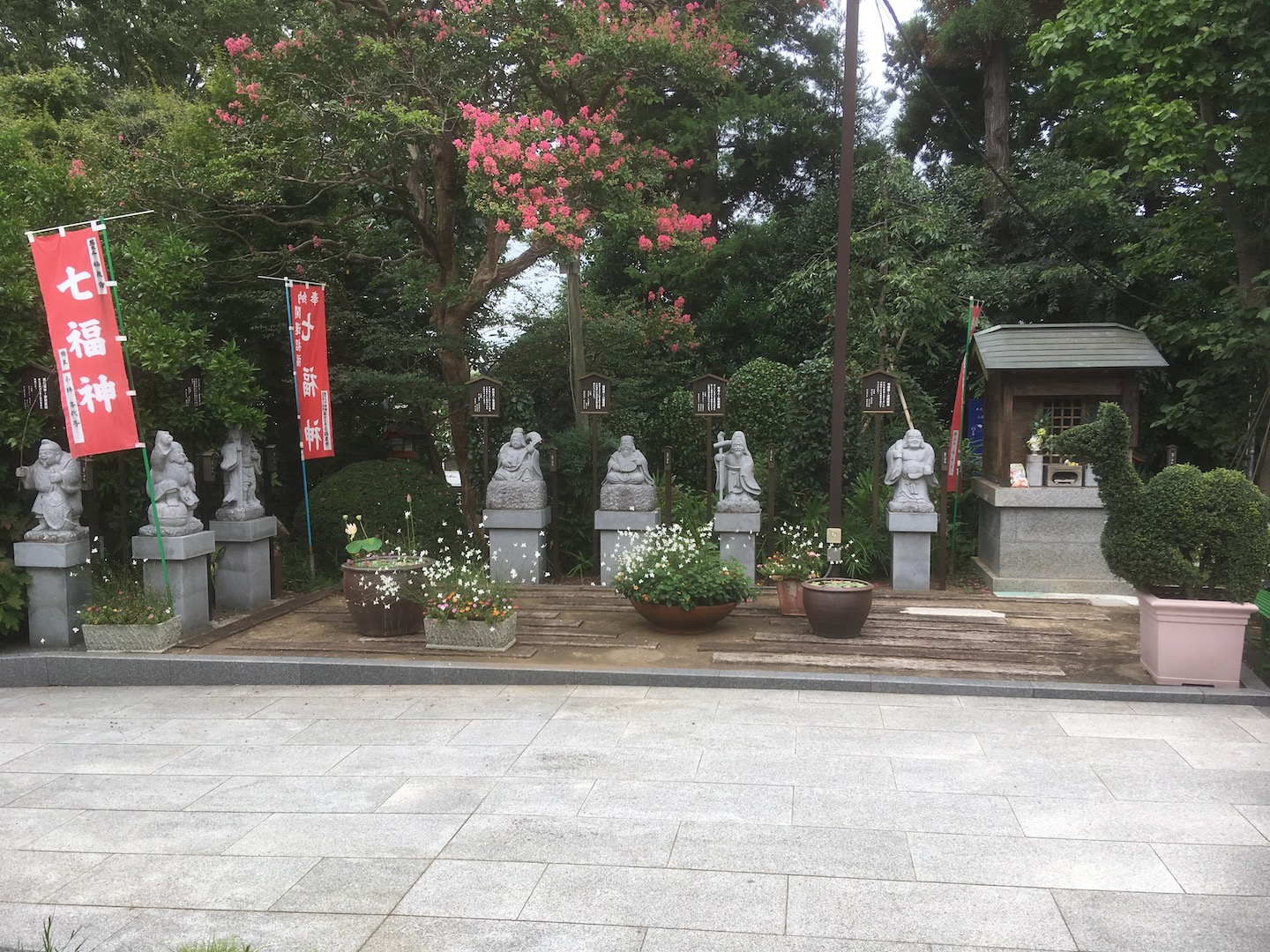
七福神
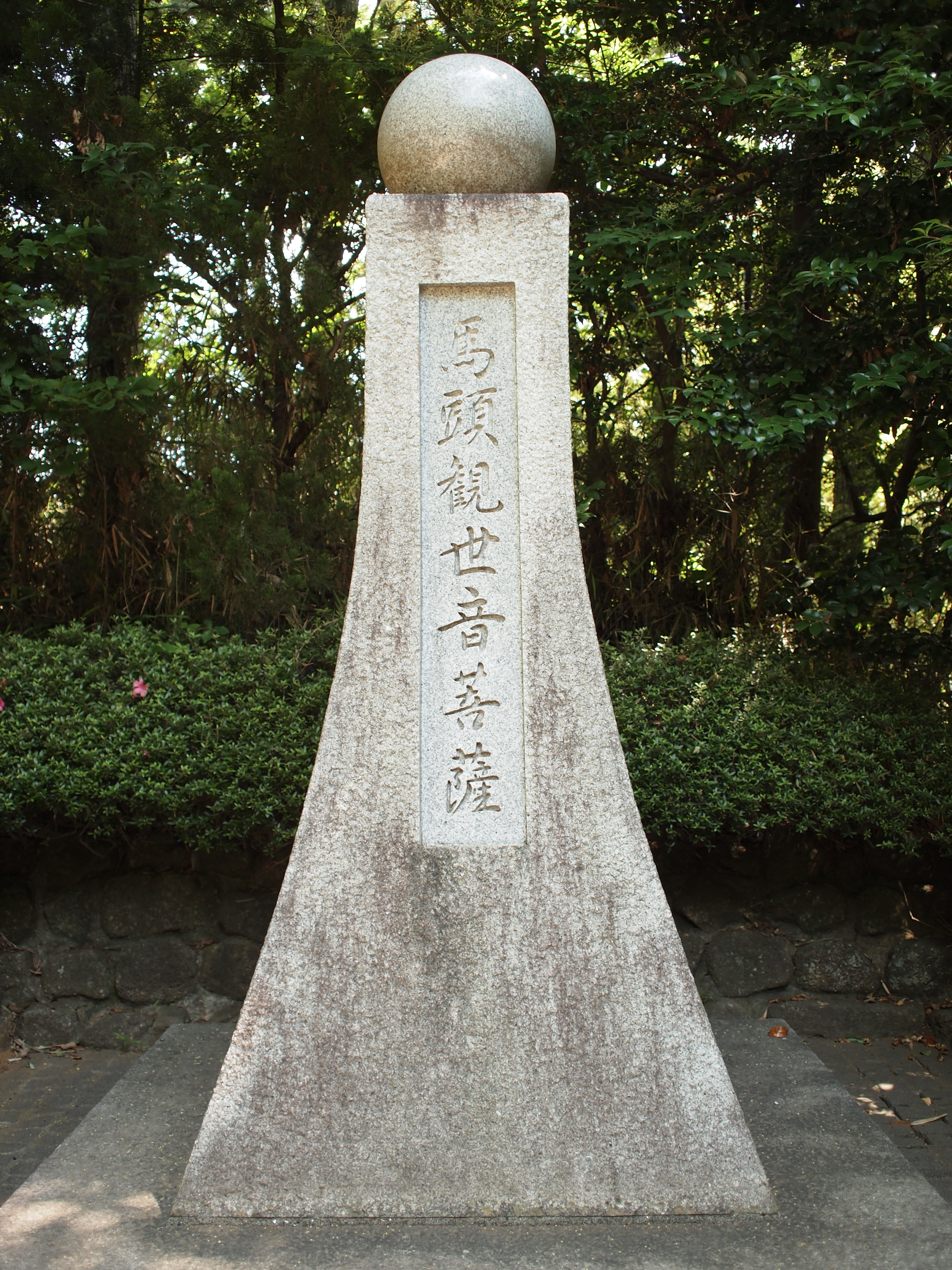
福泉寺動物霊園の馬頭観音塔

## 年中行事
主な行事は以下のとおりである。
- 1月1日-3日 初詣、元旦護摩・千巻心経
- 2月節分 星祭り
- 3月彼岸中日 春彼岸法要
- 3月28日 春の護摩供[3]
- 7月30日 施餓鬼法要
- 9月彼岸中日 秋彼岸法要

## 交通アクセス
東急田園都市線長津田駅南口から、南町田駅行（津01）バスで「王子神社」バス停下車。